# Misopa Chinal
Misopa Chinal är en ort i Mexiko.   Den ligger i kommunen Tila och delstaten Chiapas, i den sydöstra delen av landet, 700 km öster om huvudstaden Mexico City. Misopa Chinal ligger 33 meter över havet och antalet invånare är 445.
Terrängen runt Misopa Chinal är kuperad åt sydost, men åt nordväst är den platt. Runt Misopa Chinal är det ganska tätbefolkat, med 80 invånare per kvadratkilometer. Närmaste större samhälle är Salto de Agua, 17,9 km öster om Misopa Chinal. Trakten runt Misopa Chinal består till största delen av jordbruksmark.